# Zbigniew Sienieński (zm. 1633)
Zbigniew Sienieński herbu Dębno (zm. 1633) – kasztelan lubelski w latach 1630–1632, chorąży lubelski w latach 1618–1630.
Syn Jana Sienieńskiego z Chrośliny i jego nieznanej żony.
Przed 1605 rokiem ożenił się on z Anną Leńkówną herbu Rawicz, córką Macieja Leńka z Rokitnicy (ok. 1545–1609), kasztelana derpskiego, i Teodory
Sapieżanki herbu Lis, rodzonej siostry Lwa Sapiehy (1557–1633). Z Anną Leńkówną miał synów: Pawła, Jana, oraz córki: Aleksandrę, Katarzynę i Krystynę.
Pod koniec 1620 roku ożenił się z Krystyną Uhrowiecką herbu Suchekomnaty, wdową po podkomorzym mielnickim Kasprze Dembińskim. Miał z nią synów: Mikołaja, Stanisława, Zbigniewa i Tomasza oraz córki: Annę i Eufrozynę.
Jego córka Aleksandra poślubiła Stanisława Lanckorońskiego.
Poseł województwa lubelskiego na sejm 1621 roku. Poseł na sejm 1624, 1625, 1627 i sejm nadzwyczajny 1629 roku.
Był członkiem konfederacji generalnej zawiązanej 16 lipca 1632 roku. Podpisał pacta conventa Władysława IV Wazy w 1632 roku.